# Olympische Winterspiele 2002/Eishockey (Frauen)/Kader
Die Kader des olympischen Eishockeyturniers der Frauen 2002, das vom 11. bis zum 21. Februar 2002 in den US-amerikanischen Städten West Valley City und Provo im Bundesstaat Utah ausgetragen wurde, bestanden aus insgesamt 160 Spielerinnen in acht Mannschaften. Jedes Team nominierte ein Aufgebot von 20 Spielerinnen, das aus zwei Torhüterinnen, zwischen sechs und acht Verteidigerinnen sowie zehn bis zwölf Angreiferinnen bestand.
Im Folgenden sind die Kader der Teams, nach Gruppen sortiert, ebenso aufgelistet wie der jeweilige Trainerstab und weitere Offizielle.

## Legende
| Allgemein   |                                                     |                                                     |                                                     |
| Nr.         | Trikotnummer der Spielerin                          | Trikotnummer der Spielerin                          | Trikotnummer der Spielerin                          |
| Pos.        | Position der Spielerin                              | F                                                   | Angreiferin                                         |
| Pos.        | Position der Spielerin                              | D                                                   | Verteidigerin                                       |
| Team (Liga) | Vereinsmannschaft (und Liga) zu Beginn des Turniers | Vereinsmannschaft (und Liga) zu Beginn des Turniers | Vereinsmannschaft (und Liga) zu Beginn des Turniers |

| Statistiken   |               |            |                   |
| Feldspielerin | Feldspielerin | Torhüterin | Torhüterin        |
| Sp            | Spiele        | S          | Siege             |
| T             | Tore          | U          | Unentschieden     |
| V             | Vorlagen      | N          | Niederlagen       |
| Pkt           | Scorerpunkte  | Min        | gespielte Minuten |
| SM            | Strafminuten  | GT         | Gegentore         |
| +/−           | Plus/Minus    | SO         | Shutouts          |
|               |               | Sv%        | Fangquote         |
|               |               | GTS        | Gegentorschnitt   |

## Gruppe A

### Finnland
| Feldspielerinnen | Feldspielerinnen     | Feldspielerinnen | Feldspielerinnen | Feldspielerinnen | Feldspielerinnen | Feldspielerinnen | Feldspielerinnen | Feldspielerinnen | Feldspielerinnen | Feldspielerinnen                          |
| Nr.              | Name                 | Pos.             | Geburtsdatum     | Sp               | T                | V                | Pkt              | SM               | +/−              | Team                                      |
| ---------------- | -------------------- | ---------------- | ---------------- | ---------------- | ---------------- | ---------------- | ---------------- | ---------------- | ---------------- | ----------------------------------------- |
| 5                | Pirjo Ahonen         | D                | 5. Nov. 1970     | 5                | 0                | 0                | 0                | 2                | −2               | Jyväskylän Hockey Cats (Naisten SM-sarja) |
| 10               | Sari Fisk            | F                | 17. Dez. 1971    | 5                | 0                | 3                | 3                | 0                | −2               | Tampereen Ilves (Naisten SM-sarja)        |
| 20               | Kirsi Hänninen       | D                | 3. Okt. 1976     | 5                | 0                | 3                | 3                | 0                | +2               | Oulun Kärpät (Naisten SM-sarja)           |
| 15               | Satu Hoikkala        | F                | 14. Jan. 1980    | 5                | 0                | 1                | 1                | 2                | +2               | Oulun Kärpät (Naisten SM-sarja)           |
| 3                | Emma Laaksonen       | D                | 17. Dez. 1981    | 5                | 1                | 1                | 2                | 2                | ±0               | Ohio State University (WCHA)              |
| 9                | Terhi Mertanen       | D                | 4. Apr. 1981     | 5                | 0                | 1                | 1                | 2                | ±0               | Espoo Blues (Naisten SM-sarja)            |
| 13               | Riikka Nieminen      | F                | 12. Juni 1973    | 5                | 0                | 3                | 3                | 2                | −2               | Jyväskylän Hockey Cats (Naisten SM-sarja) |
| 25               | Marja-Helena Pälvilä | F                | 4. März 1970     | 5                | 0                | 0                | 0                | 2                | −1               | Espoo Blues (Naisten SM-sarja)            |
| 11               | Oona Parviainen      | F                | 5. Sep. 1970     | 5                | 1                | 0                | 1                | 0                | +1               | Espoo Blues (Naisten SM-sarja)            |
| 29               | Karoliina Rantamäki  | F                | 23. Feb. 1978    | 5                | 1                | 0                | 1                | 0                | −1               | Espoo Blues (Naisten SM-sarja)            |
| 16               | Tiia Reima           | F                | 1. Feb. 1973     | 5                | 2                | 1                | 3                | 2                | ±0               | IHK Helsinki (Naisten SM-sarja)           |
| 28               | Katja Riipi          | F                | 26. Okt. 1975    | 5                | 3                | 3                | 6                | 6                | +4               | IHK Helsinki (Naisten SM-sarja)           |
| 22               | Päivi Salo           | D                | 31. Jan. 1974    | 5                | 0                | 0                | 0                | 12               | −2               | Oulun Kärpät (Naisten SM-sarja)           |
| 26               | Henna Savikuja       | F                | 28. März 1978    | 5                | 0                | 0                | 0                | 4                | −2               | Oulun Kärpät (Naisten SM-sarja)           |
| 23               | Hanne Sikiö          | F                | 19. März 1978    | 5                | 2                | 0                | 2                | 2                | −2               | University of Minnesota Duluth (WCHA)     |
| 6                | Saija Sirviö         | D                | 29. Dez. 1982    | 5                | 1                | 1                | 2                | 10               | ±0               | Oulun Kärpät (Naisten SM-sarja)           |
| 21               | Petra Vaarakallio    | F                | 17. Juni 1975    | 5                | 0                | 0                | 0                | 16               | −2               | Espoo Blues (Naisten SM-sarja)            |
| 8                | Marjo Voutilainen    | F                | 22. März 1981    | 5                | 0                | 1                | 1                | 2                | +1               | IHK Helsinki (Naisten SM-sarja)           |

| Torhüterinnen | Torhüterinnen | Torhüterinnen | Torhüterinnen | Torhüterinnen | Torhüterinnen | Torhüterinnen | Torhüterinnen | Torhüterinnen | Torhüterinnen | Torhüterinnen | Torhüterinnen | Torhüterinnen                         |
| Nr.           | Name          | Geburtsdatum  | Sp            | S             | U             | N             | Min           | GT            | SO            | Sv%           | GTS           | Team                                  |
| ------------- | ------------- | ------------- | ------------- | ------------- | ------------- | ------------- | ------------- | ------------- | ------------- | ------------- | ------------- | ------------------------------------- |
| 30            | Minna Halonen | 11. Okt. 1975 | –             | –             | –             | –             | –             | –             | –             | –             | –             | Tappara (Naisten SM-sarja)            |
| 19            | Tuula Puputti | 5. Nov. 1977  | 5             | 2             | 0             | 3             | 299:00        | 15            | 1             | 89,93         | 3,01          | University of Minnesota Duluth (WCHA) |

| Offizielle       | Offizielle | Offizielle       | Offizielle    |
| Funktion         | Nat.       | Name             | Geburtsdatum  |
| ---------------- | ---------- | ---------------- | ------------- |
| Cheftrainer      | Finnland   | Jouko Lukkarila  |               |
| Assistenztrainer | Finnland   | Jorma Kurjenmäki | 26. Okt. 1948 |
| Assistenztrainer | Finnland   | Hannu Saintula   | 4. Aug. 1957  |
| General Manager  | Finnland   | Arto Sieppi      | 18. Aug. 1965 |

### Kanada
| Feldspielerinnen | Feldspielerinnen    | Feldspielerinnen | Feldspielerinnen | Feldspielerinnen | Feldspielerinnen | Feldspielerinnen | Feldspielerinnen | Feldspielerinnen | Feldspielerinnen | Feldspielerinnen            |
| Nr.              | Name                | Pos.             | Geburtsdatum     | Sp               | T                | V                | Pkt              | SM               | +/−              | Team                        |
| ---------------- | ------------------- | ---------------- | ---------------- | ---------------- | ---------------- | ---------------- | ---------------- | ---------------- | ---------------- | --------------------------- |
| 23               | Dana Antal          | F                | 19. Apr. 1977    | 5                | 2                | 1                | 3                | 2                | +6               | Calgary Oval X-Treme        |
| 24               | Kelly Béchard       | F                | 22. Jan. 1978    | 5                | 0                | 1                | 1                | 2                | ±0               | Calgary Oval X-Treme        |
| 17               | Jennifer Botterill  | F                | 1. Mai 1979      | 5                | 3                | 3                | 6                | 8                | +2               | Harvard University (ECAC)   |
| 6                | Thérèse Brisson     | D                | 5. Okt. 1966     | 5                | 2                | 3                | 5                | 6                | +4               | Wingstar de Montréal (NWHL) |
| 77               | Cassie Campbell     | F                | 22. Nov. 1973    | 5                | 2                | 1                | 3                | 2                | +8               | Calgary Oval X-Treme        |
| 73               | Isabelle Chartrand  | D                | 20. Apr. 1978    | 5                | 2                | 1                | 3                | 2                | +7               | Hockey Canada               |
| 12               | Lori Dupuis         | F                | 14. Nov. 1972    | 5                | 1                | 1                | 2                | 4                | +4               | Brampton Thunder (NWHL)     |
| 15               | Danielle Goyette    | F                | 30. Jan. 1966    | 5                | 3                | 7                | 10               | 0                | +7               | Calgary Oval X-Treme        |
| 91               | Geraldine Heaney    | D                | 1. Okt. 1967     | 5                | 0                | 2                | 2                | 0                | +8               | Beatrice Aeros (NWHL)       |
| 16               | Jayna Hefford       | F                | 14. Mai 1977     | 5                | 3                | 4                | 7                | 2                | +7               | Brampton Thunder (NWHL)     |
| 4                | Becky Kellar        | D                | 1. Jan. 1975     | 5                | 0                | 1                | 1                | 6                | +6               | Beatrice Aeros (NWHL)       |
| 13               | Caroline Ouellette  | F                | 25. Mai 1979     | 5                | 2                | 4                | 6                | 6                | +7               | Wingstar de Montréal (NWHL) |
| 7                | Cherie Piper        | F                | 29. Juni 1981    | 5                | 3                | 2                | 5                | 0                | +7               | Beatrice Aeros (NWHL)       |
| 11               | Cheryl Pounder      | D                | 21. Juni 1976    | 5                | 0                | 0                | 0                | 0                | +8               | Beatrice Aeros (NWHL)       |
| 25               | Tammy Shewchuk      | F                | 31. Dez. 1977    | 5                | 1                | 1                | 2                | 0                | +1               | Hockey Canada               |
| 5                | Colleen Sostorics   | D                | 17. Dez. 1979    | 5                | 0                | 2                | 2                | 4                | +11              | Calgary Oval X-Treme        |
| 61               | Vicky Sunohara      | F                | 18. Mai 1970     | 5                | 4                | 2                | 6                | 6                | +7               | Brampton Thunder (NWHL)     |
| 22               | Hayley Wickenheiser | F                | 12. Aug. 1978    | 5                | 7                | 3                | 10               | 2                | +7               | Calgary Oval X-Treme        |

| Torhüterinnen | Torhüterinnen | Torhüterinnen | Torhüterinnen | Torhüterinnen | Torhüterinnen | Torhüterinnen | Torhüterinnen | Torhüterinnen | Torhüterinnen | Torhüterinnen | Torhüterinnen | Torhüterinnen            |
| Nr.           | Name          | Geburtsdatum  | Sp            | S             | U             | N             | Min           | GT            | SO            | Sv%           | GTS           | Team                     |
| ------------- | ------------- | ------------- | ------------- | ------------- | ------------- | ------------- | ------------- | ------------- | ------------- | ------------- | ------------- | ------------------------ |
| 1             | Sami Jo Small | 25. März 1976 | 1             | 1             | 0             | 0             | 60:00         | 0             | 1             | 100,00        | 0,00          | Brampton Thunder (NWHL)  |
| 33            | Kim St-Pierre | 14. Dez. 1978 | 4             | 0             | 0             | 0             | 240:00        | 5             | 2             | 93,59         | 1,25          | McGill University (RSEQ) |

| Offizielle         | Offizielle | Offizielle        | Offizielle    |
| Funktion           | Nat.       | Name              | Geburtsdatum  |
| ------------------ | ---------- | ----------------- | ------------- |
| Cheftrainerin      | Kanada     | Danièle Sauvageau | 22. Apr. 1962 |
| Assistenztrainerin | Kanada     | Melody Davidson   | 22. Dez. 1963 |
| Assistenztrainerin | Kanada     | Karen Hughes      |               |
| Assistenztrainer   | Kanada     | Wally Kozak       | 22. Dez. 1945 |
| Mannschaftsführer  | Kanada     | Gaétan Robitaille |               |

### Kasachstan
| Feldspielerinnen | Feldspielerinnen     | Feldspielerinnen | Feldspielerinnen | Feldspielerinnen | Feldspielerinnen | Feldspielerinnen | Feldspielerinnen | Feldspielerinnen | Feldspielerinnen | Feldspielerinnen                                |
| Nr.              | Name                 | Pos.             | Geburtsdatum     | Sp               | T                | V                | Pkt              | SM               | +/−              | Team                                            |
| ---------------- | -------------------- | ---------------- | ---------------- | ---------------- | ---------------- | ---------------- | ---------------- | ---------------- | ---------------- | ----------------------------------------------- |
| 12               | Wiktorija Adyjewa    | D                | 25. Apr. 1981    | 5                | 0                | 0                | 0                | 6                | −9               | ZSKA Kasachstan (Kasach. Meisterschaft)         |
| 7                | Ljubow Alexejewa     | F                | 5. Mai 1984      | 5                | 0                | 0                | 0                | 0                | ±0               | ZSKA Kasachstan (Kasach. Meisterschaft)         |
| 2                | Antonida Assonowa    | D                | 24. Aug. 1979    | 5                | 0                | 0                | 0                | 4                | −3               | ZSKA Kasachstan (Kasach. Meisterschaft)         |
| 5                | Tatjana Chlyzowa     | F                | 10. März 1981    | 5                | 0                | 0                | 0                | 2                | −5               | ZSKA Kasachstan (Kasach. Meisterschaft)         |
| 14               | Dinara Dikambajewa   | F                | 11. Mai 1982     | 5                | 0                | 0                | 0                | 6                | −3               | ZSKA Kasachstan (Kasach. Meisterschaft)         |
| 19               | Natalja Jakowtschuk  | F                | 29. Juli 1975    | 5                | 1                | 0                | 1                | 0                | −3               | ZSKA Kasachstan (Kasach. Meisterschaft)         |
| 16               | Olga Konyschewa      | F                | 29. Mai 1972     | 5                | 0                | 0                | 0                | 0                | ±0               | ZSKA Kasachstan (Kasach. Meisterschaft)         |
| 17               | Olga Krjukowa        | F                | 27. Nov. 1974    | 5                | 0                | 0                | 0                | 14               | −3               | ZSKA Kasachstan (Kasach. Meisterschaft)         |
| 11               | Nadeschda Losjewa    | F                | 24. Dez. 1974    | 5                | 1                | 0                | 1                | 2                | −1               | ZSKA Kasachstan (Kasach. Meisterschaft)         |
| 23               | Jekaterina Malzewa   | F                | 31. März 1985    | 5                | 0                | 0                | 0                | 0                | −4               | ZSKA Kasachstan (Kasach. Meisterschaft)         |
| 27               | Swetlana Malzewa     | F                | 29. Okt. 1970    | 5                | 0                | 0                | 0                | 0                | −6               | ZSKA Kasachstan (Kasach. Meisterschaft)         |
| 9                | Olga Potapowa        | D                | 16. Dez. 1976    | 5                | 0                | 1                | 1                | 4                | −9               | ZSKA Kasachstan (Kasach. Meisterschaft)         |
| 21               | Wiktorija Sazonowa   | D                | 30. Aug. 1983    | 5                | 0                | 1                | 1                | 0                | −2               | ZSKA Kasachstan (Kasach. Meisterschaft)         |
| 10               | Jelena Schtelmaister | F                | 15. Sep. 1977    | 5                | 0                | 0                | 0                | 2                | −4               | ZSKA Kasachstan (Kasach. Meisterschaft)         |
| 30               | Julija Solowjowa     | F                | 4. Jan. 1967     | 5                | 0                | 0                | 0                | 4                | −3               | ZSKA Kasachstan (Kasach. Meisterschaft)         |
| 4                | Oksana Taikjewitsch  | D                | 26. Juli 1974    | 5                | 0                | 0                | 0                | 16               | −5               | ZSKA Kasachstan (Kasach. Meisterschaft)         |
| 6                | Ljubow Wafina        | F                | 25. Nov. 1967    | 5                | 0                | 0                | 0                | 2                | −5               | Ustinka Ust-Kamenogorsk (Kasach. Meisterschaft) |
| 29               | Swetlana Wassina     | F                | 19. Nov. 1971    | 5                | 0                | 1                | 1                | 6                | −5               | ZSKA Kasachstan (Kasach. Meisterschaft)         |

| Torhüterinnen | Torhüterinnen    | Torhüterinnen | Torhüterinnen | Torhüterinnen | Torhüterinnen | Torhüterinnen | Torhüterinnen | Torhüterinnen | Torhüterinnen | Torhüterinnen | Torhüterinnen | Torhüterinnen                |
| Nr.           | Name             | Geburtsdatum  | Sp            | S             | U             | N             | Min           | GT            | SO            | Sv%           | GTS           | Team                         |
| ------------- | ---------------- | ------------- | ------------- | ------------- | ------------- | ------------- | ------------- | ------------- | ------------- | ------------- | ------------- | ---------------------------- |
| 1             | Anna Akimbetjewa | 20. Aug. 1976 | –             | –             | –             | –             | –             | –             | –             | –             | –             | ZSKA (Kasach. Meisterschaft) |
| 33            | Natalja Trunowa  | 20. Jan. 1982 | 5             | 0             | 0             | 5             | 301:39        | 24            | 0             | 88,94         | 4,77          | ZSKA (Kasach. Meisterschaft) |

| Offizielle         | Offizielle | Offizielle         | Offizielle    |
| Funktion           | Nat.       | Name               | Geburtsdatum  |
| ------------------ | ---------- | ------------------ | ------------- |
| Cheftrainer        | Russland   | Alexander Malzew   | 20. Apr. 1949 |
| Assistenztrainerin | Kasachstan | Natalja Skobelkina | 11. Apr. 1961 |
| Mannschaftsführer  | Kasachstan | Sergei Solowjow    |               |

### Russland
| Feldspielerinnen | Feldspielerinnen          | Feldspielerinnen | Feldspielerinnen | Feldspielerinnen | Feldspielerinnen | Feldspielerinnen | Feldspielerinnen | Feldspielerinnen | Feldspielerinnen | Feldspielerinnen                                    |
| Nr.              | Name                      | Pos.             | Geburtsdatum     | Sp               | T                | V                | Pkt              | SM               | +/−              | Team                                                |
| ---------------- | ------------------------- | ---------------- | ---------------- | ---------------- | ---------------- | ---------------- | ---------------- | ---------------- | ---------------- | --------------------------------------------------- |
| 2                | Marija Barykina           | D                | 9. Dez. 1973     | 5                | 0                | 0                | 0                | 4                | −3               | SKIF Moskau (Russ. Meisterschaft)                   |
| 27               | Jelena Bjalkowskaja       | D                | 22. März 1977    | 5                | 0                | 1                | 1                | 0                | +1               | SKIF Moskau (Russ. Meisterschaft)                   |
| 7                | Jelena Bobrowa            | D                | 23. Aug. 1974    | 5                | 0                | 2                | 2                | 4                | +2               | SKIF Moskau (Russ. Meisterschaft)                   |
| 23               | Tatjana Burina            | F                | 20. März 1980    | 5                | 4                | 0                | 4                | 0                | ±0               | SKIF Moskau (Russ. Meisterschaft)                   |
| 4                | Aljona Chomitsch          | D                | 26. Feb. 1981    | 5                | 0                | 0                | 0                | 0                | +3               | SKIF Moskau (Russ. Meisterschaft)                   |
| 12               | Julija Gladyschewa        | F                | 4. Dez. 1981     | 5                | 0                | 0                | 0                | 2                | −2               | SKIF Moskau (Russ. Meisterschaft)                   |
| 10               | Larissa Mischina          | F                | 10. Sep. 1975    | 5                | 2                | 0                | 2                | 0                | +1               | SKIF Moskau (Russ. Meisterschaft)                   |
| 25               | Jekaterina Paschkewitsch  | F                | 19. Dez. 1972    | 5                | 3                | 2                | 5                | 2                | +3               | Boston College (Hockey East)                        |
| 15               | Olga Permjakowa           | D                | 12. Apr. 1982    | 5                | 0                | 1                | 1                | 6                | +1               | Spartak Tscheljabinsk (Russ. Meisterschaft)         |
| 3                | Kristina Petrowskaja      | D                | 3. Juni 1980     | 5                | 0                | 0                | 0                | 0                | +2               | University of Minnesota Duluth (WCHA)               |
| 26               | Olga Sawenkowa            | D                | 2. Juli 1982     | 5                | 0                | 0                | 0                | 12               | +1               | Lokomotive Krasnojarsk (Russ. Meisterschaft)        |
| 29               | Schanna Schtscheltschkowa | D                | 10. Feb. 1969    | 5                | 0                | 3                | 3                | 2                | −2               | SKIF Moskau (Russ. Meisterschaft)                   |
| 17               | Jekaterina Smolenzewa     | F                | 15. Sep. 1981    | 5                | 1                | 3                | 4                | 6                | −1               | Spartak-Merkuri Jekaterinburg (Russ. Meisterschaft) |
| 11               | Tatjana Sotnikowa         | F                | 20. Jan. 1981    | 5                | 0                | 0                | 0                | 0                | ±0               | SKIF Moskau (Russ. Meisterschaft)                   |
| 22               | Swetlana Terentjewa       | F                | 25. Sep. 1983    | 5                | 1                | 0                | 1                | 2                | +2               | Spartak-Merkuri Jekaterinburg (Russ. Meisterschaft) |
| 21               | Swetlana Trefilowa        | F                | 20. Mai 1973     | 5                | 1                | 2                | 3                | 6                | +1               | SKIF Moskau (Russ. Meisterschaft)                   |
| 28               | Oksana Tretjakowa         | F                | 10. März 1979    | 5                | 0                | 0                | 0                | 4                | −1               | SKIF Moskau (Russ. Meisterschaft)                   |
| 18               | Tatjana Zarjowa           | F                | 30. Dez. 1977    | 5                | 3                | 0                | 3                | 18               | +2               | SKIF Moskau (Russ. Meisterschaft)                   |

| Torhüterinnen | Torhüterinnen       | Torhüterinnen | Torhüterinnen | Torhüterinnen | Torhüterinnen | Torhüterinnen | Torhüterinnen | Torhüterinnen | Torhüterinnen | Torhüterinnen | Torhüterinnen | Torhüterinnen                                       |
| Nr.           | Name                | Geburtsdatum  | Sp            | S             | U             | N             | Min           | GT            | SO            | Sv%           | GTS           | Team                                                |
| ------------- | ------------------- | ------------- | ------------- | ------------- | ------------- | ------------- | ------------- | ------------- | ------------- | ------------- | ------------- | --------------------------------------------------- |
| 20            | Irina Gaschennikowa | 11. Mai 1975  | 5             | 3             | 0             | 2             | 300:00        | 12            | 1             | 93,26         | 2,40          | SKIF Moskau (Russ. Meisterschaft)                   |
| 30            | Irina Wotinzewa     | 19. Sep. 1970 | –             | –             | –             | –             | –             | –             | –             | –             | –             | Spartak-Merkuri Jekaterinburg (Russ. Meisterschaft) |

| Offizielle        | Offizielle | Offizielle              | Offizielle    |
| Funktion          | Nat.       | Name                    | Geburtsdatum  |
| ----------------- | ---------- | ----------------------- | ------------- |
| Cheftrainer       | Russland   | Wjatscheslaw Dolguschin | 31. Juli 1944 |
| Assistenztrainer  | Russland   | Andrei Anissimow        | 19. März 1963 |
| Assistenztrainer  | Russland   | Igor Prussow            |               |
| Mannschaftsführer | Russland   | Igor Tusik              | 13. Nov. 1943 |

## Gruppe B

### Volksrepublik China
| Feldspielerinnen | Feldspielerinnen | Feldspielerinnen | Feldspielerinnen | Feldspielerinnen | Feldspielerinnen | Feldspielerinnen | Feldspielerinnen | Feldspielerinnen | Feldspielerinnen | Feldspielerinnen             |
| Nr.              | Name             | Pos.             | Geburtsdatum     | Sp               | T                | V                | Pkt              | SM               | +/−              | Team                         |
| ---------------- | ---------------- | ---------------- | ---------------- | ---------------- | ---------------- | ---------------- | ---------------- | ---------------- | ---------------- | ---------------------------- |
| 10               | Chen Jing        | D                | 22. Apr. 1971    | 5                | 0                | 1                | 1                | 4                | +1               | Harbin (Chin. Meisterschaft) |
| 22               | Dai Quiwa        | F                | 11. Aug. 1982    | 5                | 0                | 0                | 0                | 0                | ±0               | Harbin (Chin. Meisterschaft) |
| 21               | Guan Weinan      | D                | 10. Okt. 1981    | 5                | 0                | 0                | 0                | 0                | ±0               | Harbin (Chin. Meisterschaft) |
| 11               | Hu Chunrong      | F                | 11. Mai 1979     | 5                | 0                | 3                | 3                | 4                | ±0               | Harbin (Chin. Meisterschaft) |
| 12               | Jin Fengling     | F                | 20. Nov. 1982    | 5                | 0                | 1                | 1                | 4                | −5               | Harbin (Chin. Meisterschaft) |
| 4                | Li Xuan          | D                | 29. Feb. 1972    | 5                | 0                | 0                | 0                | 2                | −9               | Harbin (Chin. Meisterschaft) |
| 3                | Liu Hongmei      | F                | 27. Dez. 1973    | 5                | 3                | 1                | 4                | 4                | −6               | Harbin (Chin. Meisterschaft) |
| 15               | Liu Yanhui       | F                | 20. Juni 1982    | 5                | 0                | 0                | 0                | 6                | −6               | Harbin (Chin. Meisterschaft) |
| 6                | Lu Yan           | D                | 25. Juli 1972    | 5                | 0                | 0                | 0                | 4                | +1               | Harbin (Chin. Meisterschaft) |
| 18               | Ma Xiaojun       | F                | 12. Juli 1978    | 5                | 1                | 0                | 1                | 2                | −4               | Harbin (Chin. Meisterschaft) |
| 9                | Sang Hong        | D                | 29. Apr. 1974    | 5                | 0                | 0                | 0                | 4                | −7               | Harbin (Chin. Meisterschaft) |
| 24               | Shen Tiantian    | D                | 12. Juni 1982    | 5                | 0                | 0                | 0                | 0                | ±0               | Harbin (Chin. Meisterschaft) |
| 14               | Sun Rui          | F                | 14. Mai 1982     | 5                | 2                | 2                | 4                | 2                | −6               | Harbin (Chin. Meisterschaft) |
| 19               | Wang Linuo       | F                | 28. Aug. 1979    | 5                | 0                | 2                | 2                | 4                | −2               | Harbin (Chin. Meisterschaft) |
| 2                | Wang Ying        | D                | 8. Okt. 1981     | 5                | 0                | 0                | 0                | 2                | −4               | Harbin (Chin. Meisterschaft) |
| 7                | Xu Lei           | D                | 26. Jan. 1977    | 5                | 0                | 0                | 0                | 6                | −8               | Harbin (Chin. Meisterschaft) |
| 8                | Yang Xiuqing     | F                | 15. Apr. 1975    | 5                | 3                | 1                | 4                | 4                | −6               | Harbin (Chin. Meisterschaft) |
| 13               | Zhang Jing       | F                | 18. März 1977    | 5                | 0                | 0                | 0                | 0                | −8               | Harbin (Chin. Meisterschaft) |

| Torhüterinnen | Torhüterinnen | Torhüterinnen | Torhüterinnen | Torhüterinnen | Torhüterinnen | Torhüterinnen | Torhüterinnen | Torhüterinnen | Torhüterinnen | Torhüterinnen | Torhüterinnen | Torhüterinnen                |
| Nr.           | Name          | Geburtsdatum  | Sp            | S             | U             | N             | Min           | GT            | SO            | Sv%           | GTS           | Team                         |
| ------------- | ------------- | ------------- | ------------- | ------------- | ------------- | ------------- | ------------- | ------------- | ------------- | ------------- | ------------- | ---------------------------- |
| 20            | Guo Hong      | 1. Mai 1973   | 5             | 1             | 1             | 3             | 301:39        | 26            | 0             | 88,79         | 5,17          | Harbin (Chin. Meisterschaft) |
| 1             | Jiang Limei   | 5. Sep. 1978  | –             | –             | –             | –             | –             | –             | –             | –             | –             | Harbin (Chin. Meisterschaft) |

| Offizielle        | Offizielle          | Offizielle  | Offizielle    |
| Funktion          | Nat.                | Name        | Geburtsdatum  |
| ----------------- | ------------------- | ----------- | ------------- |
| Cheftrainer       | China Volksrepublik | Yao Naifeng | 1956          |
| Assistenztrainer  | China Volksrepublik | Wang Fuquan | 20. Juli 1957 |
| Assistenztrainer  | China Volksrepublik | Yu Tiande   | 25. Apr. 1959 |
| General Manager   | China Volksrepublik | Yang Dong   | 9. Jan. 1975  |
| Mannschaftsführer | China Volksrepublik | Yu Zaizhou  |               |

### Deutschland
| Feldspielerinnen | Feldspielerinnen   | Feldspielerinnen | Feldspielerinnen | Feldspielerinnen | Feldspielerinnen | Feldspielerinnen | Feldspielerinnen | Feldspielerinnen | Feldspielerinnen | Feldspielerinnen                       |
| Nr.              | Name               | Pos.             | Geburtsdatum     | Sp               | T                | V                | Pkt              | SM               | +/−              | Team                                   |
| ---------------- | ------------------ | ---------------- | ---------------- | ---------------- | ---------------- | ---------------- | ---------------- | ---------------- | ---------------- | -------------------------------------- |
| 81               | Maritta Becker     | F                | 11. März 1981    | 5                | 3                | 2                | 5                | 8                | +1               | DHC Lyss (LKA)                         |
| 66               | Bettina Evers      | F                | 17. Aug. 1981    | 5                | 0                | 0                | 0                | 0                | −4               | TELUS Lightning (NWHL)                 |
| 24               | Stephanie Frühwirt | F                | 22. Juli 1980    | 5                | 0                | 1                | 1                | 6                | −6               | Lady Kodiaks Kornwestheim (Bundesliga) |
| 29               | Claudia Grundmann  | F                | 22. Apr. 1976    | 5                | 1                | 0                | 1                | 2                | −2               | OSC Berlin (Bundesliga)                |
| 69               | Sandra Kinza       | D                | 1. Aug. 1969     | 5                | 0                | 0                | 0                | 2                | −2               | OSC Berlin (Bundesliga)                |
| 23               | Sabrina Kruck      | D                | 3. Nov. 1981     | 5                | 0                | 0                | 0                | 6                | −2               | SC Riessersee (Bundesliga)             |
| 21               | Michaela Lanzl     | F                | 21. Feb. 1983    | 5                | 3                | 1                | 4                | 6                | −1               | SC Riessersee (Bundesliga)             |
| 20               | Nina Linde         | D                | 10. Juni 1980    | 5                | 0                | 1                | 1                | 0                | −4               | Lady Kodiaks Kornwestheim (Bundesliga) |
| 19               | Christina Oswald   | F                | 26. Juli 1973    | 5                | 1                | 2                | 3                | 4                | ±0               | SC Riessersee (Bundesliga)             |
| 17               | Franziska Reindl   | F                | 16. Sep. 1982    | 5                | 0                | 0                | 0                | 2                | −3               | SC Riessersee (Bundesliga)             |
| 15               | Nina Ritter        | F                | 26. Jan. 1981    | 5                | 1                | 0                | 1                | 0                | −6               | SC Riessersee (Bundesliga)             |
| 25               | Sabine Rückauer    | D                | 13. Apr. 1977    | 5                | 0                | 2                | 2                | 2                | −3               | Lady Kodiaks Kornwestheim (Bundesliga) |
| 14               | Anja Scheytt       | F                | 5. Dez. 1980     | 5                | 0                | 1                | 1                | 0                | ±0               | Mannheimer ERC Wild Cats (Bundesliga)  |
| 44               | Jana Schreckenbach | D                | 8. Juli 1982     | 5                | 0                | 0                | 0                | 8                | −7               | Mannheimer ERC Wild Cats (Bundesliga)  |
| 54               | Maren Valenti      | F                | 15. Okt. 1976    | 5                | 0                | 1                | 1                | 2                | −4               | Mannheimer ERC Wild Cats (Bundesliga)  |
| 71               | Julia Wierscher    | F                | 10. Mai 1971     | 5                | 1                | 0                | 1                | 0                | −2               | EC Bergkamener Bären (Bundesliga)      |
| 9                | Raffaela Wolf      | F                | 20. Juni 1978    | 5                | 0                | 1                | 1                | 4                | −3               | University of Maine (Hockey East)      |
| 8                | Nina Ziegenhals    | D                | 23. Mai 1982     | 5                | 0                | 2                | 2                | 2                | −3               | Lady Kodiaks Kornwestheim (Bundesliga) |

| Torhüterinnen | Torhüterinnen             | Torhüterinnen | Torhüterinnen | Torhüterinnen | Torhüterinnen | Torhüterinnen | Torhüterinnen | Torhüterinnen | Torhüterinnen | Torhüterinnen | Torhüterinnen | Torhüterinnen                          |
| Nr.           | Name                      | Geburtsdatum  | Sp            | S             | U             | N             | Min           | GT            | SO            | Sv%           | GTS           | Team                                   |
| ------------- | ------------------------- | ------------- | ------------- | ------------- | ------------- | ------------- | ------------- | ------------- | ------------- | ------------- | ------------- | -------------------------------------- |
| 22            | Esther Thyßen             | 31. Juli 1979 | 2             | 0             | 0             | 0             | 71:07         | 9             | 0             | 81,63         | 7,59          | Grefrather EC (Bundesliga)             |
| 13            | Stephanie Wartosch-Kürten | 12. Nov. 1978 | 5             | 1             | 1             | 3             | 228:53        | 14            | 1             | 90,21         | 3,67          | Lady Kodiaks Kornwestheim (Bundesliga) |

| Offizielle          | Offizielle  | Offizielle        | Offizielle    |
| Funktion            | Nat.        | Name              | Geburtsdatum  |
| ------------------- | ----------- | ----------------- | ------------- |
| Cheftrainer         | Deutschland | Rainer Nittel     | 19. März 1967 |
| Assistenztrainer    | Deutschland | Ralf Hoja         | 11. Feb. 1961 |
| General Manager     | Deutschland | Michael Pfuhl     | 19. Sep. 1956 |
| Mannschaftsführerin | Deutschland | Karin Orgeldinger |               |

### Schweden
| Feldspielerinnen | Feldspielerinnen    | Feldspielerinnen | Feldspielerinnen | Feldspielerinnen | Feldspielerinnen | Feldspielerinnen | Feldspielerinnen | Feldspielerinnen | Feldspielerinnen | Feldspielerinnen                        |
| Nr.              | Name                | Pos.             | Geburtsdatum     | Sp               | T                | V                | Pkt              | SM               | +/−              | Team                                    |
| ---------------- | ------------------- | ---------------- | ---------------- | ---------------- | ---------------- | ---------------- | ---------------- | ---------------- | ---------------- | --------------------------------------- |
| 19               | Lotta Almblad       | F                | 28. Apr. 1972    | 4                | 2                | 0                | 2                | 0                | –1               | Mälarhöjden/Bredäng Hockey (Division 1) |
| 6                | Anna Andersson      | D                | 28. Jan. 1982    | 5                | 0                | 1                | 1                | 8                | –1               | Mälarhöjden/Bredäng Hockey (Division 1) |
| 23               | Gunilla Andersson   | D                | 26. Apr. 1975    | 5                | 1                | 1                | 2                | 12               | –1               | Mälarhöjden/Bredäng Hockey (Division 1) |
| 5                | Emelie Berggren     | D                | 15. Sep. 1982    | 5                | 0                | 0                | 0                | 2                | –4               | AIK Solna (Division 1)                  |
| 14               | Kristina Bergstrand | F                | 4. Okt. 1963     | 5                | 2                | 1                | 3                | 2                | –2               | Mälarhöjden/Bredäng Hockey (Division 1) |
| 17               | Ann-Louise Edstrand | D                | 25. Apr. 1975    | 5                | 1                | 0                | 1                | 2                | –5               | Mälarhöjden/Bredäng Hockey (Division 1) |
| 21               | Joa Elfsberg        | F                | 30. Juli 1979    | 5                | 0                | 0                | 0                | 6                | –1               | Brynäs IF (Division 1)                  |
| 8                | Erika Holst         | F                | 8. Apr. 1979     | 5                | 2                | 3                | 5                | 10               | –3               | University of Minnesota Duluth (WCHA)   |
| 24               | Nanna Jansson       | F                | 7. Juli 1983     | 5                | 0                | 0                | 0                | 2                | ±0               | Brynäs IF (Division 1)                  |
| 11               | Maria Larsson       | F                | 18. Feb. 1979    | 5                | 0                | 0                | 0                | 0                | –2               | Västerhaninge IF (Division 1)           |
| 27               | Ylva Lindberg       | D                | 29. Juni 1976    | 5                | 0                | 1                | 1                | 4                | –2               | AIK Solna (Division 1)                  |
| 29               | Ulrica Lindström    | F                | 30. März 1979    | 5                | 0                | 0                | 0                | 2                | –4               | IF Björkloven (Division 1)              |
| 18               | Josefin Pettersson  | F                | 13. Jan. 1984    | 5                | 0                | 1                | 1                | 2                | –3               | Richfield High School (US High School)  |
| 7                | Maria Rooth         | F                | 2. Nov. 1979     | 5                | 1                | 3                | 4                | 10               | –3               | University of Minnesota Duluth (WCHA)   |
| 28               | Danijela Rundqvist  | F                | 26. Sep. 1984    | 5                | 0                | 0                | 0                | 2                | +1               | AIK Solna (Division 1)                  |
| 10               | Evelina Samuelsson  | F                | 14. März 1984    | 5                | 2                | 0                | 2                | 0                | –3               | AIK Solna (Division 1)                  |
| 25               | Therése Sjölander   | D                | 4. Mai 1981      | 5                | 0                | 0                | 0                | 6                | –2               | MODO Hockey (Division 1)                |
| 9                | Anna Vikman         | F                | 13. Jan. 1981    | 5                | 1                | 0                | 1                | 0                | –4               | MODO Hockey (Division 1)                |

| Torhüterinnen | Torhüterinnen | Torhüterinnen | Torhüterinnen | Torhüterinnen | Torhüterinnen | Torhüterinnen | Torhüterinnen | Torhüterinnen | Torhüterinnen | Torhüterinnen | Torhüterinnen | Torhüterinnen          |
| Nr.           | Name          | Geburtsdatum  | Sp            | S             | U             | N             | Min           | GT            | SO            | Sv%           | GTS           | Team                   |
| ------------- | ------------- | ------------- | ------------- | ------------- | ------------- | ------------- | ------------- | ------------- | ------------- | ------------- | ------------- | ---------------------- |
| 35            | Annica Åhlén  | 17. Jan. 1975 | 2             | 1             | 0             | 1             | 120:00        | 13            | 0             | 84,52         | 6,50          | AIK Solna (Division 1) |
| 30            | Kim Martin    | 28. Feb. 1986 | 3             | 2             | 0             | 1             | 180:00        | 5             | 1             | 93,90         | 1,67          | Brynäs IF (Division 1) |

| Offizielle       | Offizielle | Offizielle      | Offizielle    |
| Funktion         | Nat.       | Name            | Geburtsdatum  |
| ---------------- | ---------- | --------------- | ------------- |
| Cheftrainer      | Schweden   | Christian Yngve | 19. Sep. 1963 |
| Assistenztrainer | Schweden   | Daniel Morger   | 28. Feb. 1958 |
| General Manager  | Schweden   | Lars Karlsson   | 28. Mai 1953  |

### Vereinigte Staaten
| Feldspielerinnen | Feldspielerinnen | Feldspielerinnen | Feldspielerinnen | Feldspielerinnen | Feldspielerinnen | Feldspielerinnen | Feldspielerinnen | Feldspielerinnen | Feldspielerinnen | Feldspielerinnen                               |
| Nr.              | Name             | Pos.             | Geburtsdatum     | Sp               | T                | V                | Pkt              | SM               | +/−              | Team                                           |
| ---------------- | ---------------- | ---------------- | ---------------- | ---------------- | ---------------- | ---------------- | ---------------- | ---------------- | ---------------- | ---------------------------------------------- |
| 24               | Chris Bailey     | D                | 5. Feb. 1972     | 5                | 1                | 2                | 3                | 0                | +3               | USA Hockey                                     |
| 8                | Laurie Baker     | F                | 6. Nov. 1976     | 5                | 3                | 2                | 5                | 4                | +5               | USA Hockey                                     |
| 6                | Karyn Bye        | F                | 18. Mai 1971     | 5                | 3                | 3                | 6                | 0                | +6               | USA Hockey                                     |
| 13               | Julie Chu        | F                | 13. März 1982    | 5                | 2                | 2                | 4                | 2                | +5               | USA Hockey                                     |
| 22               | Natalie Darwitz  | F                | 13. Okt. 1983    | 5                | 7                | 1                | 8                | 2                | +8               | USA Hockey                                     |
| 25               | Tricia Dunn      | F                | 25. Apr. 1974    | 5                | 0                | 0                | 0                | 29               | +1               | USA Hockey                                     |
| 21               | Cammi Granato    | F                | 25. März 1971    | 5                | 6                | 4                | 10               | 0                | +9               | Vancouver Griffins (NWHL)                      |
| 3                | Courtney Kennedy | D                | 29. März 1979    | 5                | 0                | 2                | 2                | 6                | +8               | University of Minnesota (WCHA)                 |
| 9                | Andrea Kilbourne | F                | 19. Apr. 1980    | 5                | 1                | 1                | 2                | 2                | +5               | Princeton University (ECAC)                    |
| 20               | Katie King       | F                | 24. Mai 1975     | 5                | 4                | 3                | 7                | 4                | +6               | USA Hockey                                     |
| 15               | Shelley Looney   | F                | 21. Jan. 1972    | 5                | 1                | 2                | 3                | 2                | +5               | USA Hockey                                     |
| 7                | Sue Merz         | D                | 10. Apr. 1972    | 4                | 1                | 0                | 1                | 0                | +5               | USA Hockey                                     |
| 11               | Allison Mleczko  | D                | 14. Juni 1975    | 5                | 1                | 3                | 4                | 6                | +5               | USA Hockey                                     |
| 2                | Tara Mounsey     | D                | 12. März 1978    | 5                | 0                | 7                | 7                | 4                | +5               | USA Hockey                                     |
| 12               | Jenny Potter     | F                | 12. Jan. 1979    | 5                | 1                | 6                | 7                | 2                | +6               | University of Minnesota Duluth (WCHA)          |
| 4                | Angela Ruggiero  | D                | 3. Jan. 1980     | 5                | 1                | 3                | 4                | 8                | +11              | Harvard University (ECAC)                      |
| 5                | Lyndsay Wall     | D                | 12. Mai 1985     | 5                | 0                | 1                | 1                | 4                | +11              | Churchville-Chili High School (US High School) |
| 17               | Krissy Wendell   | F                | 12. Sep. 1981    | 5                | 1                | 5                | 6                | 6                | +6               | USA Hockey                                     |

| Torhüterinnen | Torhüterinnen | Torhüterinnen | Torhüterinnen | Torhüterinnen | Torhüterinnen | Torhüterinnen | Torhüterinnen | Torhüterinnen | Torhüterinnen | Torhüterinnen | Torhüterinnen | Torhüterinnen                    |
| Nr.           | Name          | Geburtsdatum  | Sp            | S             | U             | N             | Min           | GT            | SO            | Sv%           | GTS           | Team                             |
| ------------- | ------------- | ------------- | ------------- | ------------- | ------------- | ------------- | ------------- | ------------- | ------------- | ------------- | ------------- | -------------------------------- |
| 1             | Sara DeCosta  | 13. Mai 1977  | 3             | 2             | 0             | 1             | 180:00        | 3             | 2             | 94,83         | 1,00          | Providence College (Hockey East) |
| 29            | Sarah Tueting | 26. Apr. 1976 | 2             | 2             | 0             | 0             | 120:00        | 1             | 1             | 95,00         | 0,50          | USA Hockey                       |

| Offizielle         | Offizielle         | Offizielle   | Offizielle    |
| Funktion           | Nat.               | Name         | Geburtsdatum  |
| ------------------ | ------------------ | ------------ | ------------- |
| Cheftrainer        | Vereinigte Staaten | Ben Smith    | 22. Jan. 1946 |
| Assistenztrainerin | Vereinigte Staaten | Julie Sasner | 3. Jan. 1966  |
| Mannschaftsführer  | Vereinigte Staaten | Larry Reid   |               |